# رينا مايدا
رينا مايدا (باليابانية: 前田 玲奈) هي ممثلة أداء صوتي يابانية ولدت في يوم 28 أبريل 1989 في مدينة فوكوكا في اليابان بدأت العمل في سنة 2003.

## الأعمال
- الرغيف العجيب بدور أيرونبيتسمان
- القناص (نسخة 2012) بدور ماتشي
- كيسيجو بدور أكيهو سوزوكي
- قصة حبي!! بدور ماريا سايجو

## روابط خارجية
- رينا مايدا على موقع IMDb (الإنجليزية)
- رينا مايدا على موقع ميوزك برينز (الإنجليزية)
- رينا مايدا على موقع قاعدة بيانات الفيلم (الإنجليزية)